# Manchester (comté de Chesterfield, Virginie)
 (mars 2025).
Pour les articles homonymes, voir Manchester (homonymie).
Manchester est une census-designated place située dans le comté de Chesterfield, dans l’État de Virginie, aux États-Unis. Lors du recensement de 2020, elle comptait 12 129 habitants.